# Difusão rotacional
A difusão rotacional é o processo através do qual a distribuição estatística de equilíbrio da orientação global das partículas ou moléculas é mantida ou restaurada. A difusão rotacional é o contraponto da difusão translacional, que mantém ou restaura a distribuição estatística de equilíbrio das posições das partículas no espaço.

## Versão rotacional da lei de Fick
Uma versão rotacional da lei da difusão de Fick pode ser definida. Deixa-se que cada molécula em rotação seja associada com um vector n de unidade de comprimento n·n=1; por exemplo, n pode representar a orientação de um momento do dipolo elétrico ou um momento do dipolo magnético. Deixar f(θ, φ, t) representar a Função densidade de probabilidade para a orientação de n no tempo t. Aqui, θ e φ representam os ângulos esféricos, com θ a ser o ângulo polar entre n e o eixo dos z e φ ser o ângulo azimutal de n no plano x-y. A versão rotacional da lei de Fick diz
{\displaystyle {\frac {1}{D_{\mathrm {rot} }}}{\frac {\partial f}{\partial t}}=\nabla ^{2}f={\frac {1}{\sin \theta }}{\frac {\partial }{\partial \theta }}\left(\sin \theta {\frac {\partial f}{\partial \theta }}\right)+{\frac {1}{\sin ^{2}\theta }}{\frac {\partial ^{2}f}{\partial \phi ^{2}}}}
Esta equação diferencial parcial (EDP) pode ser resolvida por expansão de f(θ, φ, t) nas harmónicas esféricas para as quais a identidade matemática serve
{\displaystyle {\frac {1}{\sin \theta }}{\frac {\partial }{\partial \theta }}\left(\sin \theta {\frac {\partial Y_{l}^{m}}{\partial \theta }}\right)+{\frac {1}{\sin ^{2}\theta }}{\frac {\partial ^{2}Y_{l}^{m}}{\partial \phi ^{2}}}=-l(l+1)Y_{l}^{m}}
então, a solução da EDP pode ser escrita
{\displaystyle f(\theta ,\phi ,t)=\sum _{l=0}^{\infty }\sum _{m=-l}^{l}C_{lm}Y_{l}^{m}(\theta ,\phi )e^{-t/\tau _{l}}}
onde Clm são constantes ajustadas à distribuição inicial e a constante de tempo iguala
{\displaystyle \tau _{l}={\frac {1}{D_{\mathrm {rot} }l(l+1)}}}